# Danny Webb
Danny Webb, född 6 juni 1958 i London, är en brittisk skådespelare.  

## Filmografi i urval
- 1982 – Vi möts igen (TV-serie)
- 1985 – Den tysta solens år
- 1989 – Henrik V
- 1992 – Alien 3
- 1992–1993 – Indiana Jones äventyr (TV-serie)
- 1998 – Still Crazy
- 2000 – Shiner
- 2000 – Röda nejlikan
- 2002 – Baskervilles hund (TV-film)
- 2003 – Henry VIII (TV-serie)
- 2004–2006 – Maggies nya liv (TV-serie)
- 2005 – The Upside of Anger
- 2006 – Kommissarie Lewis (TV-serie)
- 2008 – Valkyria
- 2009 – The Bill (TV-serie)
- 2010 – Morden i Midsomer (TV-serie)
- 2009–2011 – Land girls (TV-serie)
- 2011 – Being Human (TV-serie)
- 2014 – Scott & Bailey (TV-serie)
- 2017 – Hotell Halcyon (TV-serie)
- 2017 – Ord mot ord